# Roodstuitboomtimalia
De roodstuitboomtimalia (Stachyris maculata) is een boomtimalia uit het geslacht Stachyris en de familie Timalia's (Timaliidae). De vogel komt voor in vooral heuvellandbos in het westen van de Indische Archipel. De vogel werd in 1836 door Coenraad Jacob Temminck beschreven als Timalia maculata.

## Herkenning
De roodstuitboomtimalia is 17 cm lang. Opvallende kenmerken aan deze verder saai gekleurde, bruine boomtimalia zijn roodbruine stuit en onderrug, de lichte buik en borst met zwarte vlekjes, grijze "wangen", een blauwe oogring en een zwarte kruin met witte streepjes.

## Verspreiding en leefgebied
De roodstuitboomtimalia heeft een verspreidingsgebied waarbinnen drie ondersoorten worden onderscheiden:
- S. m. maculata (Het schiereiland Malakka, Sumatra, Borneo en de Riouwarchipel)
- S. m. banjakensis (Pulau Banyak)
- S. m. hypopyrrha (Batoe-eilanden)

De vogel komt voor in laagland tropisch regenwoud met een voorkeur voor bos met ondergroei tot hoogstens 800 m boven de zeespiegel.

## Status
De roodstuitboomtimalia heeft een groot verspreidingsgebied en daardoor is de kans op de status kwetsbaar (voor uitsterven) beperkt. De grootte van de populatie is niet gekwantificeerd. De roodstuitboomtimalia is in geschikt habitat nog algemeen, maar het leefgebied wordt bedreigd door houtkap, bosbranden en omzetting van bos in agrarisch gebied. Om deze redenen staat deze boomtimalia als gevoelig op de Rode Lijst van de IUCN.